# Манастир (эялет)
Эялет Монастир (тур. Manastır Eyaleti) — эялет Османской империи, существовавший в период с 1826 по 1867 год на территории современных Сербии, Македонии, Албании и Греции. Иногда, по ошибке, этот эялет называют Румелия, так как это было названием ранее существовавшего гораздо большего эялета.

## История
В 1826 году в результате административной реформы султана Махмуда II из румелийского эялета выделены самостоятельные эялет Эдирне и Салоники, а сам эялет Румелия преобразован в эялет Монастир. В том же году главный город провинции перенесен в Монастир (современный г. Битола). Нередко возникает путаница, поскольку ошибочно считается, что румелийский эялет продолжал своё существование.
Задачей монастирских пашей было обеспечение османской власти в центральной части Балканского полуострова. Впрочем, это было сложно сделать, учитывая постоянные восстания сербов и черногорцев. Также сложная ситуация была в албанских землях.
В 1828—1829 годах северо-восточные районы эялета, в частности София, были оккупированы во время русско-турецкой войны.
В 1846 году с территории эялета отделены в отдельные провинции Видин и Ниш. В 1867 году эялет преобразован в Монастирский вилайет.

## Экономика
Основу экономики составляло сельское хозяйство, в частности земледелие и садоводство. На территории эялета работали рудники ценных металлов и различных руд. Однако в целом в 1830—1850-х годах города и санджаки провинции переживали экономический и социальный кризис. О размере налогов, собираемых в то время, мало сведений.

## Административное деление
Санджаки эялета в середине XIX века:
1. Санджак Скутари
2. Санджак Охри
3. Санджак Монастир (Битола)
4. Санджак Кесрие (Кастория)

## Список правителей
- Имя первого правителя неизвестно
- Кесе Ахмед Зекерия-паша, (1836—1840)
- Мехмед Дилавер-паша, (1840)
- Юсуф Мухлис-паша, (1840—1842)
- неизвестно
- Осман Паша (1844—1845)
- Мехмед Селим Паша (1845—1848)
- Черкез Хафиз Мехмед Паша (1848—1850)
- Пасаллы Исмаил Паша (1850—1851)
- Мустафа Тосун Паша (1851—1853)
- Али Риза Мехмед Паша (1853—1854)
- Мажар Осман Паша (1858—1859)
- Ебубекир Рустем Паша (1859—1860)
- Мустафа Паша Алянак (1860—1863)
- Махмуд Паша (1863—1864)
- Исмаил Паша (1865—1867)